# Wilhelmus Mutsaerts
Wilhelmus Petrus Adrianus Maria Mutsaerts (Tilburg, 18 juni 1889 - 's-Hertogenbosch, 16 augustus 1964) was een bisschop van de Nederlandse Rooms-Katholieke Kerk. Hij was van 1943 tot 1960 bisschop van het bisdom 's-Hertogenbosch.
Mgr. Mutsaerts studeerde aan het klein-seminarie te Sint-Michielsgestel en aan het groot-seminarie te Haaren. In 1914 werd hij tot priester gewijd. Na werkzaam te zijn geweest als secretaris van het Bisdom Breda werd hij in 1915 pastoor te Tilburg. In 1942 werd Mutsaerts benoemd tot coadjutor van de bisschop van 's-Hertogenbosch, mgr. Diepen. In maart 1943 volgde hij hem op als bisschop. Als wapenspreuk koos hij: Christus formetur in vobis, d.w.z. Moge Christus in u worden gevormd.
Mgr. Mutsaerts werd in 1960 opgevolgd door mgr. Bekkers.
Na de oorlog heeft Wilhelmus Mutsaerts zich ingezet voor het herstel van de verwoeste kerken in zijn bisdom en het herstellen van het kerkelijke leven. Na zijn emeritaat in 1960 kreeg Mutsaerts het titulaire aartsbisdom Phulli toegewezen, waardoor hij als aartsbisschop de geschiedenis zou ingaan. Hij overleed vier jaar later en werd bijgezet in de crypte van de Bisschopskapel op begraafplaats Orthen.
Mutsaerts plaatste in 1957 een kapelaan uit Grave over naar Tilburg, nadat bekend werd dat die een misdienaar "zeer veelvuldig" had misbruikt. Hij zag erop toe dat aan deze zaak geen ruchtbaarheid werd gegeven.
De kerkhistoricus Ton van Schaik noemt Mutsaerts in zijn biografie over kardinaal Alfrink "een Tilburgse fabrikantenzoon met veel Brabantse bonhomie maar weinig originele gedachten". (In: Ton H.M.van Schaik, Alfrink een biografie, Amsterdam 1997, p. 271). 
Voor intellectuele leken die voorop liepen in de katholieke emancipatie en zich losser wilden maken van de nauwe verbintenissen met bisdom en pastorie, zoals de letterkundige Anton van Duinkerken, had de bisschop geen begrip. Michel van der Plas citeert Mutsaerts over het optreden van Van Duinkerken: "De leken hebben de mond vol over emancipatie maar zijn volkomen aan het verwilderen." (In: Michel van der Plas, "Daarom mijnheer, noem ik mij katholiek". Biografie van Anton van Duinkerken, Amsterdam 2000, p. 413).  

## Trivia
- Wilhelmus Mutsaerts is familie van Rob Mutsaerts, sinds 2010 hulpbisschop van Den Bosch.